# 圭亞那德勒姆鱂脂鯉
圭亞那德勒姆鱂脂鯉，為德勒姆鱂脂鯉屬的唯一一種，分布於南美洲蓋亞那淡水流域，體長可達6.1公分，棲息擁有遮蔽的水域，性情羞怯，生活習性不明，可做為觀賞魚。